# السمان والخريف (فلم)
فيلم السمان والخريف مأخوذ عن رواية للأديب نجيب محفوظ بنفس الاسم، في السمان والخريف يتكلم (نجيب محفوظ) عن ضحالة التربية العلمية، باعتبار أنّ الإنسان لا يتطرق في نظرية علمية إلا إذا ثبتت خطأها، إذن لماذا نضع اللوم على سين أو عين من الناس ما دمنا بحاجةٍ إلى تربية عقلية في هذه الرواية يعطي الكاتب مبادئ ونماذج بشرية استطاعت أن تتقمص هذه المبادئ، فماذا ينفع إذا كنت حفظت هذه المبادئ ورددتها كشعارات عن ظهر قلب ولم تطبقها؟

## قصة الفيلم
تدرو أحداث الفيلم حول شخصية عيسى الدباغ (محمود مرسي) ذلك الشاب الذي ينتمي لأحد الأحزاب والتي انتهى دورها بعد ثورة يوليو، فيتخبط في حياته وبعد أن يستبعد من المراكز الحساسة التي كان يتنصبها، يلتقي بفتاة الليل ريري (نادية لطفي) محاولا البحث داخلها عن شبح القوة والسلطة في القوت الذي تتعلق به ريري وتخلص له، إلا أنه عندما يكتشف أنها حامل يطردها، ويظل مختبئا من المجتمع المحيط به وبعد مرور ست سنوات يفاجأ بريري التي تتزوج من صاحب محل عجوز فيحاول العودة إليها إلا أنها ترفض الانسياق له ...وتتوالى الأحداث

## فريق العمل
- محمود مرسي: عيسى الدباغ
- نادية لطفي: ريري
- عبد الله غيث: حسن
- عادل أدهم:أحد الثوار
- ليلى شعير: ليلى
- نعيمة وصفي: والدة عيسى الدباغ
- ميمي شكيب
- إحسان شريف
- عبد العظيم عبد الحق
- إحسان القلعاوي:زوجة عيسى الدباغ
- علا رامي: طفلة

## روابط خارجية
- السمان و الخريف على موقع IMDb (الإنجليزية)
- السمان و الخريف على موقع قاعدة بيانات الأفلام العربية
- السمان و الخريف على موقع قاعدة بيانات الفيلم (الإنجليزية)
- السمان و الخريف على موقع ليتربوكسد (الإنجليزية)
- السمان و الخريف على موقع كينوبويسك (الروسية)